# 鲍伊奇-日林斯基大街站
鲍伊奇-日林斯基大街站（匈牙利語：Bajcsy-Zsilinszky út），为匈牙利布达佩斯地铁1号线的一个地铁车站。鲍伊奇-日林斯基是二战时期自耕农党领导人。该站曾名Váczy körút站。